# 西哈納卡人
西哈納卡人，是分布在馬達加斯加島東北部安巴通德拉扎卡市和阿劳特拉湖附近的族群。人口估計約200,000。
他們名字的意思是“沼澤地居民”，來自他們所居住的阿洛托拉湖附近的沼澤地。雖然稻米長期以來一直是該地區的主要作物，但在17世紀，利用他們位於伊梅里納王國首都安塔那那利佛和東部貿易港口图阿马西纳的貿易路線上有利位置，西哈納卡人也成為奴隸和其他貨物的貿易商。在19世紀初，他們受到了波伊納王國的控制，之後被伊梅里納王國合併。今天，這個地區的西哈納卡人實踐密集型農業，水稻產量高於島上其他地區，但對許多依賴於阿劳特拉湖生態系統的獨特植物和動物種類也造成了壓力。
西哈納卡人有一個平等的社會結構，但父母對子女進行專制控制，最年老的男性是家庭的首領。西哈納卡男女在決定何時結婚和離婚方面有很大的自主權。只禁止兄弟姐妹，表兄弟和直系家族祖先的成員之間的婚姻傳統信仰占主導地位，儘管也受到基督教影響。與馬達加斯加其他的地方一樣，社會生活遵循尊重祖先訂定的原則和他們所建立的禁忌。傳統的社會實踐包括複雜的葬禮和離婚儀式，並持續強烈禁止在周二在稻田工作。
他們的主要生計是種植水稻，製作陶器和買賣奴隸和漁業。自從奴隸交易結束以來，西哈納卡人大部分的生計來自於水稻種植。他們的地區是島上種植水稻最有成效的地區。財富分配不均衡，富裕人士擁有大部分肥沃的土地，這些土地是向貧困人口出租的，或由他們為低工資而工作。漁業工作傳統上是按性別和年齡劃分的：男子只允許釣鰻魚，而婦女則被要求使用網捕捉小魚，兒童是唯一允許使用竿釣魚的人士。傳統上捕魚完成後，男人和兒童會留下漁獲由婦女收回村落。